# Volker Zerbe
Volker Zerbe (Lemgo, 30 de junio de 1968) es un exjugador de balonmano alemán que jugaba de lateral derecho en el TBV Lemgo. Fue un componente de la selección de balonmano de Alemania. Es tío del también balonmanista Lukas Zerbe.
Logró la medalla de plata en los Juegos Olímpicos de Atenas 2004.

## Palmarés

### TBV Lemgo
- Liga de Alemania de balonmano (2): 1997, 2003
- Copa de Alemania de balonmano (3): 1995, 1997, 2002
- Recopa de Europa de Balonmano (1): 1996
- Copa EHF (1): 2006
- Supercopa de Alemania de balonmano (4): 1997, 1999, 2002, 2003

## Clubes
| Club      | País     | Año         |
| --------- | -------- | ----------- |
| TBV Lemgo | Alemania | 1986 - 2006 |